# Every Loser
Every Loser è il diciannovesimo album in studio del cantante statunitense Iggy Pop, pubblicato nel 2023.

## Tracce
1. Frenzy – 3:00
2. Strung Out Johnny – 4:13
3. New Atlantis – 4:08
4. Modern Day Ripoff – 3:29
5. Morning Show – 3:47
6. The News for Andy (interlude) – 0:55
7. Neo Punk – 2:15
8. All the Way Down – 4:29
9. Comments – 3:53
10. My Animus (interlude) – 1:02
11. The Regency – 5:42

## Formazione
- Iggy Pop – voce (tutte le tracce), cori (tracce 2, 3)
- Andrew Watt – chitarra (tutte), cori (1–3, 5, 9, 11), basso (2, 5, 6, 8), tastiera (2, 3, 8, 9, 11), piano (4, 5, 8, 9, 11), sequencer (6), percussioni (11)
- Duff McKagan – basso (1, 3, 4)
- Chad Smith – batteria (1–6, 8), percussioni (2–5, 8)
- Josh Klinghoffer – chitarra (2, 9, 10), tastiera (2, 8, 10), piano (2, 3, 6, 7), organo (3, 5), basso (7), sintetizzatore (9)
- Travis Barker – batteria (7)
- Stone Gossard – chitarra (8)
- Eric Avery – basso (9)
- Taylor Hawkins – batteria, percussioni, piano (9,11)
- Chris Chaney – basso (11)
- Dave Navarro – chitarra (11)